# Зетцин

## Зетцин (нем.Setzin) — община вГермании, вземлеМекленбург-Передняя Померания.
Входит в состав района Людвигслуст. Подчиняется управлению Хагенов-Ланд. Население составляет 517 человек (на 31 декабря 2010 года). Занимает площадь 20,60 км².
Община подразделяется на 5 сельских округов.

### География и природа
Зетцин расположен в живописной местности, окружённой лугами и лесами. Река Майн протекает неподалеку. Природа общины богата разнообразными видами флоры и фауны, что делает это место привлекательным для любителей экологического туризма.

### история и культурное наследие
Зетцин — община в Баварии, Германия, с богатой историей и уникальным культурным наследием. Основанная в XII веке, эта маленькая деревня начала свой путь как торговый посёлок на пересечении дорог. В те времена Зетцин был известен своими ремесленниками, которые создавали высококачественные изделия из кожи и текстиля.
В XIV веке Зетцин стал центром культурной жизни региона, благодаря постройке церкви Святого Михаила, которая стала символом и гордостью местных жителей. В последующие века Зетцин процветал как форпост ганзейского союза, влиятельной коммерческой ассоциации, объединившей множество европейских городов.
Одним из ключевых событий в истории Зетцина была Тридцатилетняя война в XVII веке, в результате которой поселение было разрушено, но впоследствии восстановлено с новым великолепием. Здания в стиле барокко и рококо по сей день украшают улицы общины, напоминая о богатом культурном наследии места.